# Cratere Kalba
Kalba  è un cratere sulla superficie di Marte.